# Án mạng liên hoàn
Án mạng liên hoàn (tên gốc tiếng Trung Quốc: 心理罪之城市之光, Tiếng Anh: The Liquidator) là phim điện ảnh tội phạm của Trung Quốc được cải biên từ tiểu thuyết Ánh sáng thành phố thuộc loạt truyện trinh thám Tâm lý tội phạm của tác giả Lôi Mễ. Phim do Từ Kỉ Châu đạo diễn và có sự tham gia diễn xuất của Đặng Siêu, Nguyễn Kinh Thiên và Lưu Thi Thi.

## Nội dung
Trong thành phố phát sinh một vụ án mạng nghiêm trọng, giáo viên trẻ Ngụy Minh Quân bị phát hiện chết thảm trong khuôn viên nhà trường. Cảnh sát Phương Mộc được cử xuống điều tra vụ án. Anh cùng chuyên viên hiện trường Mễ Nam (Lưu Thi Thi diễn) lần theo dấu vết và phát hiện ra một chuỗi giết người liên hoàn.

## Diễn viên
- Đặng Siêu vai Phương Mộc
- Lưu Thi Thi vai Mễ Nam
- Nguyễn Kinh Thiên vai Giang Á
- Quách Kinh Phi vai Nhậm Xuyên
- Lâm Gia Hân vai Ngụy Nguy